# Semerkhet
Semerkhet (... – 2960 a.C.) è stato un faraone appartenente alla I dinastia egizia.

## Biografia
Le poche informazioni che abbiamo sul regno di questo sovrano ci vengono dalla Pietra di Palermo. Anche a Semerkhet è attribuita una vittoria sugli Iuntyu, popolazione non del tutto identificata, insediata nel nord-est del delta del Nilo.
Sesto Africano scrive che ...annunciata da presagi funesti, durante il suo regno una grande calamità si abbatté sull'Egitto. In effetti nella Pietra di Palermo, malgrado sia danneggiata, sembra di poter leggere che la piena del Nilo nel 9º anno di regno sia stata rovinosa.
Semerkhet fece scalpellare il nome del suo predecessore Anedjib e della regina Merneith, sua madre, come fossero degli usurpatori ma Qa'a, suo successore, rispettò questi nomi facendo invece scalpellare quello di Semerkhet dando così l'impressione di considerare costui come usurpatore.

## Liste reali
| C19 |

| C19 |

| C19 |

| C19 |

| C19 |

| C19 |

| C19 |

| C19 |

|  | \| \| \| \| \| \| |
|  |                   |
|  |                   |
|  |                   |

|  |
|  |
|  |

| s | m | s | m |

| s | m | s | m |

| s | m | s | m |

| s | m | s | m |

| s | m | s | m |

| s | m | s | m |

| s | m | s | m |

| s | m | s | m |

## Titolatura
| G5 |

| G5 |

| s | U23 | F32 |

| s | U23 | F32 |

| s | U23 | F32 |

| s | U23 | F32 |

| s | U23 | F32 |

| s | U23 | F32 |

| s | U23 | F32 |

| s | U23 | F32 |

| G16 |

| G16 |

| A24 |

| A24 |

| G8 |

| G8 |

|  |

| M23 · X1 | L2 · X1 |

| M23 · X1 | L2 · X1 |

| s | m | s | m |

| s | m | s | m |

| s | m | s | m |

| s | m | s | m |

| s | m | s | m |

| s | m | s | m |

| s | m | s | m |

| s | m | s | m |

| G39 | N5 |

| G39 | N5 |

|                   | \| \| \| Non ancora in uso \| \| \| |
|                   |                                     |
| Non ancora in uso |                                     |
|                   |                                     |

|                   |
| Non ancora in uso |
|                   |

## Altre datazioni
| Autore           | datazione             |
| ---------------- | --------------------- |
| Grimal           | - 2950 a.C.           |
| Krauss/Schneider | 2890 a.C. - 2870 a.C. |
| von Beckerath    | 2861 a.C.-2853 a.C.   |
| Malek            | 2826 a.C. - 2818 a.C. |